# 贾河乡 (宕昌县)
贾河乡，是中华人民共和国甘肃省陇南市宕昌县下辖的一个乡镇级行政单位。

## 行政区划
贾河乡下辖以下地区：
路下村、大堡子村、巴孟村、路院村、贾家山村、雪岭村、大竹河村、坑里村、簸箕村、同寨村、申扎村、滩子场村、彭都村和各里村。